# Pyrellia ampullacea
Pyrellia ampullacea är en tvåvingeart som beskrevs av Couri, Pont och Penny 2006. Pyrellia ampullacea ingår i släktet Pyrellia och familjen husflugor.
Artens utbredningsområde är Madagaskar. Inga underarter finns listade i Catalogue of Life.